# Monasterio de San Jorge (Homs)
El Monasterio de San Jorge (en árabe:دير مار جرجس) es un histórico monasterio ortodoxo de Antioquía situado en el noroeste de Siria en el Valle de los cristianos (وادي النصارة, Wadi al-Nasara) en la ciudad de Meshtaye, un pueblo perteneciente a la Gobernación de Homs, a pocos kilómetros al norte del famoso castillo del Krak de los Caballeros.
El valle es un centro regional de la cristiandad ortodoxa griega desde el siglo sexto. 27 de sus 32 pueblos son hoy cristianos, cuatro están habitadas principalmente por Alawi musulmanes y sólo uno, el pueblo de Al-Hisn, junto a las Krak des Chevaliers, es principalmente musulmán sunita.